# Balka, Odesa
Balka (în ucraineană Балка) este un sat în așezarea urbană Taiirove din raionul Odesa, regiunea Odesa, Ucraina.

## Demografie
Componența lingvistică a localității Balka
     Rusă (57,14%)
     Ucraineană (42,86%)
Conform recensământului din 2001, majoritatea populației localității Balka era vorbitoare de rusă (57,14%), existând în minoritate și vorbitori de ucraineană (42,86%).